# Новое Чурилино
Новое Чурилино — село в Арском районе Татарстана. Входит в состав Сизинского сельского поселения.

## География
Находится в северо-западной части Татарстана на расстоянии приблизительно 22 км по прямой на восток-северо-восток от районного центра города Арск.

## История
Основано во второй половине XVIII века. В 1867 году была открыта земская школа. В начале XX века действовала Троицкая церковь, село было волостным центром. С 1944 по 1956 года село было центром Чурилинского района.

## Население
Постоянных жителей было: в 1859—389, в 1897—779, в 1908—687, в 1920—915, в 1926—894, в 1938—533, в 1958—545, в 1970—284, в 1979—198, в 1989—581, 602 в 2002 году (русские 47 %, татары 52 %), 580 в 2010.